# Back to the Light
A Back to the Light Brian Maynek, a Queen együttes gitárosának az első szólóalbuma. A felvételei egészen 1988-ig nyúltak vissza, az album pedig 1992-ben jelent meg Angliában, Amerikában csak 1993-ban, másik borítóval. Angliában a hatodik helyet érte el az albumlistán, és aranylemez lett. 
Híres slágereket tartalmazott, például a Too Much Love Will Kill You-t, amely az 1995-ös Made in Heaven Queen albumon is megjelent (és annak kapcsán kislemezen is) és a Driven by You-t, amely Amerikában a Ford reklámokhoz szolgált később zenéül.
Kritikusok szerint bár hangzásában követi a Queen hagyományokat, May meglepően jól énekel a lemezen, „erőtlen” hangja nagy hitelt ad a lírai számoknak is.
A Queen-rajongóknak, akik felfedezik ezt az albumot, valószínűleg az lesz a legmegrázóbb élményük, hogy rájönnek: milyen jó énekes is ő.

## Az album dalai
Az összes dal szerzője Brian May, kivéve ahol más van jelölve. 
|     | Cím                                                               | Hossz |
| --- | ----------------------------------------------------------------- | ----- |
| 1.  | The Dark                                                          | 2:20  |
| 2.  | Back To The Light                                                 | 4:59  |
| 3.  | Love Token                                                        | 5:55  |
| 4.  | Resurrection (May, Cozy Powell, Jamie Page)                       | 5:27  |
| 5.  | Too Much Love Will Kill You (May, Frank Musker, Elizabeth Lamers) | 4:28  |
| 6.  | Driven by You                                                     | 4:11  |
| 7.  | Nothin’ But Blue (May, Powell)                                    | 3:31  |
| 8.  | I’m Scared                                                        | 4:00  |
| 9.  | Last Horizon                                                      | 4:20  |
| 10. | Let Your Heart Rule Your Head                                     | 3:51  |
| 11. | Just One Life                                                     | 3:37  |
| 12. | Rollin’ Over (Steve Marriott, Ronnie Lane)                        | 4:36  |

| 1. | Driven By You | 4:11 |

## Közreműködők
- Brian May: gitár, ének, háttérvokál, billentyűsök
- Cozy Powell: dob
- Gaey Tibbs: basszusgitár
- John Deacon: basszusgitár
- Mike Moran: zongora

## Kislemezek
| Év   | Kislemez                                                | Pozíció  |
| ---- | ------------------------------------------------------- | -------- |
| 1991 | Driven by You / Just One Life                           | #6 (UK)  |
| 1992 | Too Much Love Will Kill You / I'm Scared                | #5 (UK)  |
| 1992 | Back to the Light / Nothin' But Blue                    | #19 (UK) |
| 1993 | Resurrection / Love Token / Too Much Love Will Kill You | #23 (UK) |
| 1993 | Last Horizon / Let Your Heart Rule Your Head            | #51 (UK) |

## Eladási minősítések
| Szervezet | Minősítés | Dátum            |
| --------- | --------- | ---------------- |
| BPI – UK  | arany     | 1992. október 1. |

Jegyzetek
1. ↑  Allmusic